# Kinh tế học hạnh phúc
Kinh tế học Hạnh phúc là nghiên cứu định lượng và lý thuyết về hạnh phúc, ảnh hưởng tích cực và tiêu cực, phúc lợi, chất lượng cuộc sống, hài lòng trong cuộc sống và các khái niệm liên quan. Nhánh kinh tế học này thường gộp của kinh tế học với các lĩnh vực khác như tâm lý học và xã hội học. Kinh tế học hạnh phúc đo các thước đo về hạnh phúc, thay vì sự giàu có, thu nhập hay lợi nhuận, và tối đa hóa các chỉ số đó. Ngành này tăng trưởng mạnh mẽ từ cuối thế kỷ 20, về các mảng ví dụ như các phương pháp, đo lường và chỉ số để đo hạnh phúc.